# 乞力馬扎羅山的雪

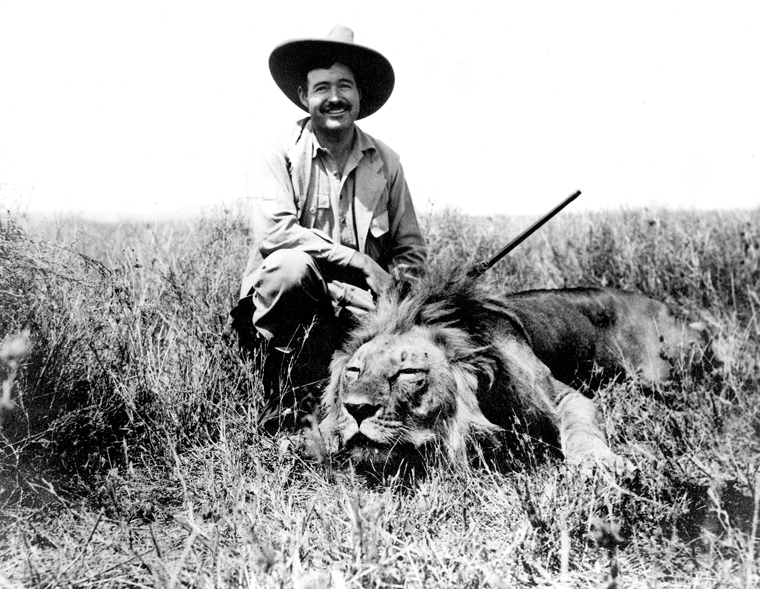
狩獵旅行的海明威
1934年

《乞力马扎罗山的雪》（英語：The Snows of Kilimanjaro）是美國作家海明威1937年在《时尚先生》上发表的短篇小說。
這篇故事从一段描述位於坦桑尼亞的非洲第一高峰吉力馬扎羅山的引子开始，讲述了男作家哈利与富孀海倫在坦桑尼亞打獵旅行时，由于哈利得了壞疽且卡车抛锚，躺在帆布床上等待飛機救援的故事。就当哈利认为自己将要死亡之时，他看到他的朋友駕著飛機赶來。在飞往最近城市的过程中，哈利看到了壯麗的乞力馬扎羅山。此时，富孀海倫半夜被一阵奇怪的鬣狗叫声惊醒。她发现哈利躺在床上，身体毫无反应。至于哈利是否已经死亡，作者没有交代。
1. ↑  Hemingway, Ernest. . Esquire | The Complete Archive.   [2025-07-10] （美国英语）.